# ScHoolboy Q
Quincy Matthew Hanley (n. 26 octombrie 1986), mai cunoscut sub numele său de scenă ScHoolboy Q, este un rapper și textier american, născut în Germania, din South Central Los Angeles, California.  El, împreună cu Ab-Soul, Kendrick Lamar și Jay Rock formează formația Black Hippy.

## Legături externe
- ScHoolboy Q la Internet Movie Database